# Heinrich von Reimers
 Heinrich von Reimers était un diplomate et écrivain russe  d’origine germano-balte né à Réval dans le gouvernement d'Estonie.

## Biographie
Von Reimers est connu pour son service diplomatique pour l’Empire russe, pendant lequel il voyagea dans l’Empire ottoman. Il produisit notamment une description de Constantinople.